# Gaediopsis flavicauda
Gaediopsis flavicauda là một loài ruồi trong họ Tachinidae.